# Batesville (Mississippi)
Batesville è una città (city) degli Stati Uniti d'America, capoluogo della contea di Panola, nello Stato del Mississippi.